# Никола Карастоянов
 Тази статия е за българския възрожденец.  За гръцкия революционер вижте Никола Карастоянов (революционер).  
Никола Карастоянов (Николай Карастоянов) е български печатар, книгоиздател и книгопродавец, основоположник на книгопечатането в България. Има сериозен принос за развитието на печатарството и гравюра на дърво и мед във времето на българското Възраждане.

## Биография
Никола Карастоянов е роден през 1778 година в семейството на Дели Карастоян-устабашия, самоковски еснаф-абаджия, който загива при защитата на града при едно нападение на кърджалии. Младият Никола заминава за Рилския манастир, където се изучава за книговезец. Учителства в килийно училище, а по-късно започва да се занимава с книговезство и книгопродаване.
През 1828 година, при едно от своите пътувания до Белград и Крагуевац, свързани с отпечатването на поръчани издания, Никола Карастоянов тайно закупува и изнася в разглобен вид една примитивна дървена типографска печатна преса с малко количество готови клишета и наборен материал. Инсталира я в избата си. Официално разрешение за печатане получава през 1847 година, но още през 1833 година започва да отпечатва светогорски щампи и други направени ръчно от него гравюри на дърво и мед. В пролетта на 1835 г. закупува от Университетската печатница в Будапеща 150 оки църковнославянски букви. След като се сдобива с разрешението, печата и малки книжки с религиозно съдържание, илюстрирани с гравюри, заставки и заглавки. Помощ в работата оказва синът му Анастас Карастоянов (1822 – 1880), също известен гравьор, печатар и зограф.
Печатната преса на Карастоянов, както и някои от отпечатаните от нея издания (първото българско списание, „Любословие“, на Константин Фотинов от 1844 година, Взаимоучителната таблица на Карастоянов, печатана през 1846 година, училищен правилник от 1861 година и други) се пазят днес в Историческия музей в Самоков.
Умира на 29 септември 1874 г.